# Pocketrock
Pocket Rock è il quarto album di studio del gruppo pop punk tedesco Donots, pubblicato nel 2000.

## Tracce
1. I Quit – 3:09
2. Whatever Happened to the 80s – 3:46
3. Superhero – 3:28
4. Today – 3:33
5. Don't You Know – 2:40
6. Room With a View - Give Me Shelter – 4:03
7. Watch You Fall – 3:21
8. In Too Deep – 3:12
9. Radio Days – 3:07
10. Hot Rod – 3:01
11. Jaded – 4:04
12. At 23 – 4:05

### Bonus track (LP)[2]
1. Backstabbing - 1:55

### Bonus track (Giappone)[3]
1. Get It Right - 1:51
2. Hey Kids -	3:37
3. Practice -	3:07

## Formazione
- Ingo Knollmann - voce
- Guido Knollmann - chitarra
- Alex Siebenbiedel - chitarra
- Jan Dirk Poggemann - basso
- Eike Herwig - batteria